# Unsen
Unsen liegt im Norden Hamelns und gehört neben den Dörfern Holtensen und Welliehausen zu der Ortschaft Sünteltal. 1973 wurde die ursprünglich eigenständige Gemeinde in die Stadt Hameln eingemeindet.

## Geografie
Der Ort liegt an der L423 mitten im Naturpark Weserbergland und grenzt an das Süntelgebirge an.

## Geschichte
Die erste urkundliche Erwähnung des Ortes datiert unter dem Namen Unenhusen noch vor dem Jahr 800 n. Chr.

## Politik
Ortsbürgermeisterin ist Bettina Schultze (SPD).

## Kultur und Sehenswürdigkeiten

### Baudenkmale
→ Siehe: Liste der Baudenkmale in Hameln

## Persönlichkeiten

### Söhne und Töchter des Ortes
- Friedrich Hölscher (1859–1909), Architekt